# سرناوه چنگیزی
سرناوه چنگیزی، روستایی از توابع بخش درب گنبد شهرستان کوهدشت در استان لرستان ایران است.

## جمعیت
این روستا در دهستان بلوران قرار دارد و براساس سرشماری مرکز آمار ایران در سال ۱۳۸۵، جمعیت آن ۷۵ نفر (۱۳خانوار) بوده‌است.